# Brezovec
Brezovec (in ungherese Berezóc) è un comune della Slovacchia facente parte del distretto di Snina, nella regione di Prešov.